# Johann Heinrich Hävecker

Johann Heinrich Hävecker (1640–1722), Foto von M. Pietzner (1931) eines um 1780 entstanden Gemäldes

Johann Heinrich Hävecker (* 20. August 1640 in Calbe/Saale; † 18. Juli 1722 ebenda) war ein deutscher Theologe und Chronist.

## Studium
Johann Heinrich Hävecker – Sohn des Heinrich Hävecker (* um 1610 im Minden, † 1676 in Brumby), Pfarrer der St.-Petri-Kirche in Brumby – studierte zunächst in Helmstedt und später, wie Vater und Bruder, in Wittenberg. Dort erlangte er am 23. Juni 1663 bei Balthasar Stolberg (1640–1684) den Magistergrad mit einer philologischen Übung zu Matth. 3.4 über Johannes den Täufer.

## Beruflicher Werdegang
1665 wurde er Rektor einer Schule am Kirchplatz, ungefähr an der Stelle, wo später die Heinrich-Heine-Schule in Calbe a.d.S. stand, 1681 Diaconus (zweiter Pfarrer), 1693 Pastor primarius (erster Pfarrer) der St.-Stephani-Kirche und zugleich Kircheninspektor des Holzkreises.
In dieser mit zahlreichen Dienstreisen verbundenen Funktion war er für die Inspektion der 40 Pfarreien mit ihren Schulen in seinem Amtsbezirk (heute zu Sachsen-Anhalt) zuständig. Die hierbei gewonnenen Kenntnisse flossen in die 1720 veröffentlichte, wiederholt nachgedruckte und heute noch als Geschichtsquelle wichtige Chronica und Beschreibung Der Städte Calbe, Acken und Wantzleben... ein.

## Würdigung
Wichtiger als Häveckers Dienstposten ist aus heutiger Sicht sein literarisches Schaffen. Neben der erwähnten universitären Schrift und seiner Chronik veröffentlichte er einen wiederholt nachgedruckten Katechismus, christliche Erbauungsliteratur, Arbeiten zur Geschichte und Theorie der Predigt (Homiletik) und Kirchenlieder.
Sein erstes umfangreiches Werk von mehr als 840 Seiten war das Lilium physico-theologico-hieroglyphicum, das 1669 erschien, als Hävecker 29 Jahre alt war. Die Schrift über die Lilie als Sinnbild der Gottesmutter steht in der Tradition des Versuchs der Physikotheologen, naturwissenschaftliche – hier: botanische – Erkenntnisse heranzuziehen, um Gottes Eigenschaften aus seinem Schöpfungswerk heraus zu beweisen. Naturwissenschaften und Offenbarungsreligion, das „Buch der Natur“ und die Heilige Schrift, werden in diesem frühaufklärerischen Ansatz zusammengedacht.
Ab 1685 trat er als Herausgeber und Korrektor von Schriften seines Schwiegervaters, des bereits erwähnten Theologen, Inspektor des Holzkreises und Oberhofpredigers Christian Scriver, hervor. Scriver übte als Erbauungs- und Volksschriftsteller auf seine Zeitgenossen und die Nachwelt einen großen Einfluss aus. Durch seine Kritik an den Schäden und Äußerlichkeiten der lutherischen Kirche wurde er zu einem Wegbereiter des Pietismus. Scrivers „Herrlichkeit und Seligkeit der Kinder Gottes“ erfuhr zahlreiche Auflagen in der Bearbeitung Häveckers und wurde noch nach dem Tod von Autor und Bearbeiter 1730 und 1864 neu herausgegeben. Sein „Seelen-Schatz“, eine Sammlung seiner Magdeburger Wochenpredigten erlebte die 12. Auflage 1744.
Hävecker nahm 1703 in mehreren Schriften unter dem Pseudonym Irenaeus Christophilus durch seine „unverfänglichen Friedens-Gedancken“ zur Frage der Vereinigung von Lutheranern und Reformierten (Calvinisten) Stellung.

## Werke (Auswahl)
- Chronica und Beschreibung Der Städte Calbe, Acken und Wantzleben..., abgerufen am 12. Juni 2021
- Lilium physico-theologico-hieroglyphicum (1669), 840 Seiten

## Varia

Johann Heinrich Hävecker, retuschiertes Foto des Gemäldezustandes 2010

Sein Porträt, das seit dem Beginn der 1980er Jahre als verschollen gegolten hatte, wurde 2010 in einem stark restaurierungsbedürftigen Zustand wiederentdeckt.